# Gumières
Gumières – miejscowość i gmina we Francji, w regionie Owernia-Rodan-Alpy, w departamencie Loara.
Według danych na rok 1990 gminę zamieszkiwało 257 osób, a gęstość zaludnienia wynosiła 16 osób/km² (wśród 2880 gmin regionu Rodan-Alpy Gumières plasuje się na 1371. miejscu pod względem liczby ludności, natomiast pod względem powierzchni na miejscu 709.).

## Populacja

Populacja Gumières w latach 1962–2008